# Erythrophylloporus
Erythrophylloporus is een geslacht van schimmels behorend tot de familie Boletaceae. De typesoort is Erythrophylloporus cinnabarinus.

## Soorten
Het geslacht bestaat uit de volgende vijf soorten (peildatum december 2021):
| Soortnaam                       | Auteur(s)                                   | Publicatiejaar |
| ------------------------------- | ------------------------------------------- | -------------- |
| Erythrophylloporus aurantiacus  | (Halling & G.M. Muell.) Raspé & Vadthanarat | 2019           |
| Erythrophylloporus cinnabarinus | Ming Zhang & T.H. Li                        | 2018           |
| Erythrophylloporus flammans     | O.V. Morozova, T.H.G. Pham & E.S. Popov     | 2020           |
| Erythrophylloporus paucicarpus  | Raspé, Vadthanarat & Lumyong                | 2019           |
| Erythrophylloporus suthepensis  | Vadthanarat, Raspé & Lumyong                | 2019           |